# Sascha Film
La Sascha Film (il cui nome completo era Sascha-Filmindustrie AG e che, dopo il 1933, sarebbe diventata Tobis-Sascha-Filmindustrie AG) fu la casa di produzione austriaca più importante all'epoca del muto e del primo cinema parlato. Venne fondata nel 1910 dal conte Alexander Kolowrat-Krakowsky. Chiamato familiarmente Sascha, il conte diede il suo nome alla compagnia la cui prima sede fu in Boemia, nei possedimenti familiari del castello di Groß Meierhöfen a Pfraumberg. Nel 1912, Kolowrat si trasferì a Vienna e, nel 1913, impiantò a Brigittenau la nuova Sascha Film. Il 10 settembre 1918, la società si fuse con la casa di distribuzione Philip & Pressburger di Arnold Pressburger.
Nel 1933, la tedesca "Tobis-Tonbild-Syndikat" inglobò la compagnia austriaca e la nuova casa di produzione prese da allora il nome di Tobis-Sascha-Filmindustrie AG. Nel 1938, dopo l'Anschluss del 12 marzo, quando l'Austria venne annessa al Terzo Reich, l'azienda passò nelle mani dei nazionalsocialisti, rifondata con il nome di Wien-Film GmbH. Il regista più conosciuto di quel periodo alla fine della guerra fu il viennese Gustav Ucicky.

## La storia

### Il primo anno
Dal momento della sua fondazione a Vienna nel 1912, la Sascha-Filmfabrik fu una delle prime aziende del suo genere in Austria. Fu una vera industria, non solo una casa di produzione artistica. Kolowrat usò il denaro di famiglia per sviluppare la compagnia fortemente influenzato dalle esperienze cinematografiche francesi. Il primo film che produsse fu un documentario sulle miniere di ferro della Stiria.
Subito dopo, al documentario seguì il suo primo film storico, Kaiser Josef II. sull'imperatore Giuseppe II, diretto nel 1912 dallo stesso Kolowrat insieme a J.H. Groß. Il film venne girato nella Bassa Austria, a Klosterneuburg e l'unico nome del cast conosciuto è quello dell'attrice del Bürgertheater Else Heller che aveva già recitato nel 1911 in Der Müller und sein Kind.